# Neil Primrose
Neil James Archibald Primrose (14. prosince 1882, Dalmeny House, Skotsko – 15. listopadu 1917, Gezer, Izrael) byl britský politik a důstojník, syn premiéra 5. hraběte z Rosebery. Jako člen Liberální strany byl poslancem Dolní sněmovny, zastával také nižší úřady ve vládě. Jako důstojník se aktivně zúčastnil první světové války a padl na Blízkém východě.

## Životopis

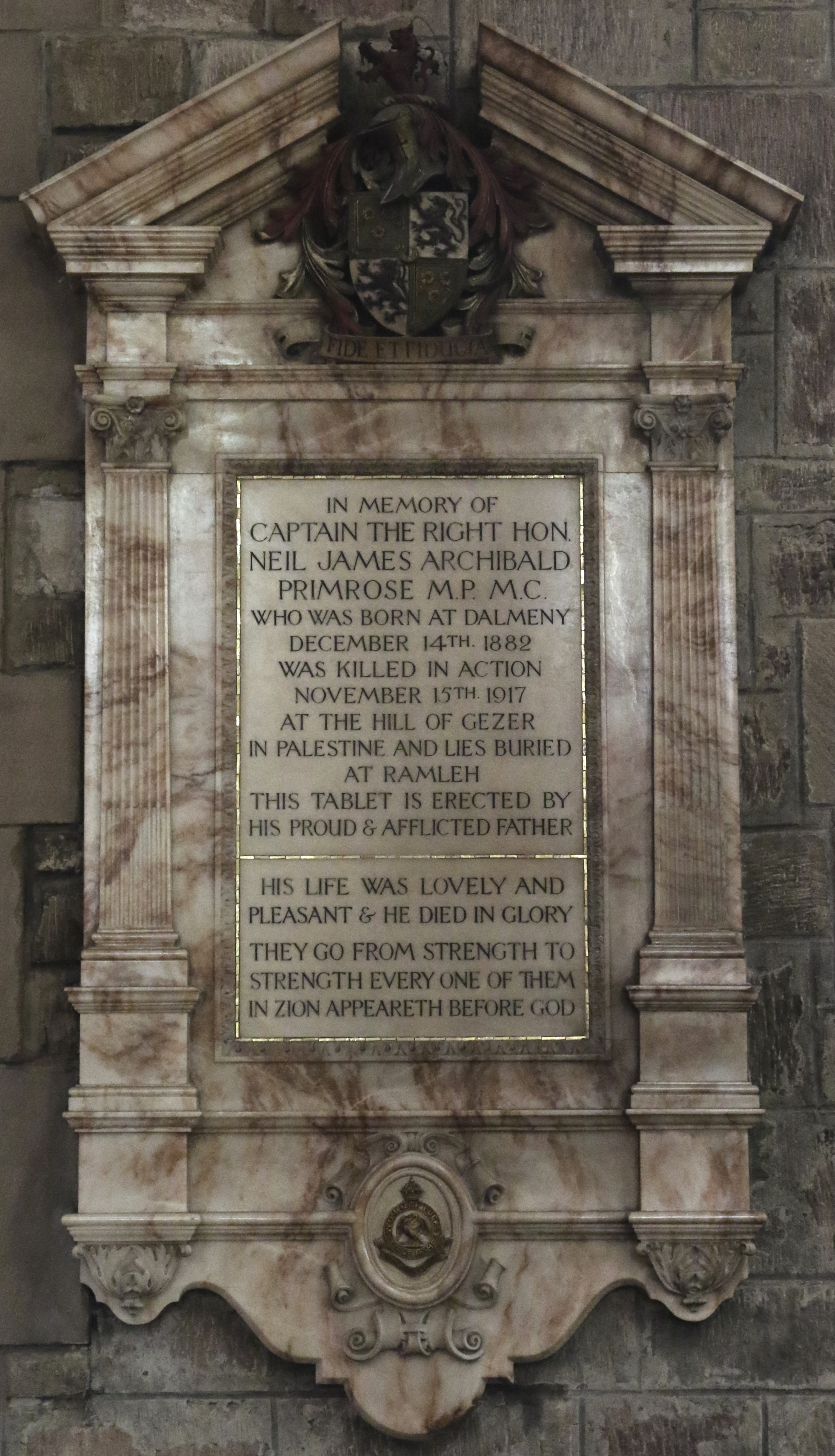
Pamětní deska Neila Primrose v katedrále sv. Jiljí v Edinburghu

Pocházel ze starobylého skotského šlechtického rodu Primrose, narodil se na rodovém sídle Dalmeny House poblíž Edinburghu jako mladší syn premiéra 5. hraběte z Rosebery, po matce Hannah byl potomkem slavné bankéřské rodiny Rothschildů. Studoval v Etonu a Oxfordu, na univerzitě vynikl v různých sportech, mimo jiné jako dostihový jezdec. V letech 1910–1917 byl poslancem Dolní sněmovny za Liberální stranu, v koaličních vládách za první světové války zastával funkce státního podsekretáře zahraničí (1915) a finančního tajemníka v úřadu kancléře pokladu (1916–1917), v roce 1917 byl jmenován členem Tajné rady. Kromě politické kariéry sloužil od mládí v armádě a aktivně se zúčastnil první světové války. Dosáhl hodnosti podplukovníka a byl nositelem Vojenského kříže. Zemřel na následky válečného zranění na Blízkém východě, pohřben je na vojenském hřbitově v izraelském městě Ramla. Jeho otec 5. hrabě z Rosebery mu nechal vyhotovit pamětní desky v katedrále sv. Jiljí v Edinburghu a ve dvou kostelech na rodových panstvích.
Jeho manželkou byla Victoria Stanley (1892–1927), dcera 17. hraběte z Derby a sestra ministrů Edwarda a Olivera Stanleyů. Z jejich manželství se narodila dcera Ruth (1916–1989), provdaná za 2. hraběte z Halifaxu. Victoria se po ovdovění znovu provdala za důstojníka a dlouholetého poslance Dolní sněmovny Malcolma Bullocka, později zahynula při tragické nehodě na lovu.
Neilův starší bratr Harry (1882–1974) byl dědicem rodových titulů a majetku, v roce 1945 byl krátce ministrem pro Skotsko v Churchillově vládě. Jejich starší sestra Sybil (1879–1955) byla manželkou generála Sira Charlese Granta (1877–1950), který byl před druhou světovou válkou vrchním velitelem ve Skotsku. Další sestra Margaret (1881–1967) byla manželkou významného státníka markýze Crewe.